# Victor Boștinaru
Victor Boștinaru, né le 17 mai 1952 à Valea Mare, est un homme politique roumain membre du Parti social-démocrate (PSD).

## Biographie
Il est élu député lors des élections législatives de 1990 sur les listes du Front de salut national (FSN), puis réélu en 1992 et en 1996 sur les listes du Parti démocrate (PD).
Lors des élections européennes de 2007 il est élu au Parlement européen pour le compte du PSD, puis réélu en 2009 et en 2014.
Il fait partie du groupe de l'Alliance progressiste des socialistes et démocrates (S&D). Il est membre de la commission du développement régional, de la commission des pétitions et vice-président de la délégation pour les relations avec l'Albanie, la Bosnie-Herzégovine, la Serbie, le Monténégro et le Kosovo.